# Reidar Olsen
Reidar Brede Olsen (Fredrikstad, 20 settembre 1910 – 1º settembre 1997) è stato un calciatore norvegese, di ruolo centrocampista.

## Carriera

### Giocatore

#### Club
Olsen giocò con la maglia del Fredrikstad a partire dal 1931. Un grave infortunio al menisco, però, non gli permise di giocare per molti anni. Riuscì a rientrare stabilmente nel 1938.

#### Nazionale
Conta 2 presenze per la Norvegia. Esordì il 26 agosto 1945, nella sconfitta per 4-2 contro la Danimarca.

### Allenatore
Fu allenatore dello Østsiden dal 1948 al 1951 e nel 1954.

## Palmarès

### Club

#### Competizioni nazionali
- Coppa di Norvegia: 2

Fredrikstad: 1938, 1940
- Campionato norvegese: 2

Fredrikstad: 1937-1938, 1938-1939